# Amélie Saussez
Amélie Saussez (2 de septiembre de 1988) es una deportista belga que compite en atletismo. Ganó una medalla de bronce en el Campeonato Europeo de Atletismo en Ruta de 2025, en la prueba de maratón por equipo.

## Palmarés internacional
| Campeonato Europeo en Ruta | Campeonato Europeo en Ruta | Campeonato Europeo en Ruta | Campeonato Europeo en Ruta |
| Año                        | Lugar                      | Medalla                    | Prueba                     |
| -------------------------- | -------------------------- | -------------------------- | -------------------------- |
| 2025                       | Bruselas/Lovaina (Bélgica) | Medalla de bronce          | Maratón por equipo         |